# Habronattus virgulatus
Habronattus virgulatus är en spindelart som beskrevs av Griswold 1987. Habronattus virgulatus ingår i släktet Habronattus och familjen hoppspindlar. Inga underarter finns listade i Catalogue of Life.